# Douvrin
Pour l’article ayant un titre homophone, voir Douvrain.
Douvrin est une commune française située dans le département du Pas-de-Calais en région Hauts-de-France. Ses habitants sont appelés les Douvrinois. La commune est membre de la communauté d'agglomération de Béthune-Bruay, Artois-Lys Romane.
La commune de Douvrin (nom officiel depuis 1801), située dans l'est du département du Pas-de-Calais et traversée par le canal d'Aire à la Bassée, à 14 km, à vol d'oiseau, à l'est de la commune de Béthune, est une commune du bassin minier du Nord-Pas-de-Calais. C'est une commune de type centre urbain intermédiaire, appartenant à l'unité urbaine de Béthune, avec une population de 5 799 habitants au dernier recensement de 2022.
À la suite de la Première Guerre mondiale, la commune est décorée de la croix de guerre 1914-1918.

## Géographie

### Localisation
Localisée dans l'est du département du Pas-de-Calais et limitrophe du département du Nord, Douvrin est une commune du bassin minier du Nord-Pas-de-Calais traversée par le canal d'Aire à la Bassée et située, à vol d'oiseau, à 14 km à l'est de la commune de Béthune (chef-lieu d'arrondissement).
Le territoire de la commune est limitrophe de ceux de six communes, dont deux, La Bassée et Salomé, sont situées dans le département du Nord.
Les communes limitrophes sont Salomé, Hulluch, Wingles, La Bassée, Billy-Berclau et Haisnes.

### Géologie et relief
La superficie de la commune est de 9,58 km2 ; son altitude varie de 19  à   32 m.

### Hydrographie
Le territoire de la commune est situé dans le bassin Artois-Picardie.
La commune est drainée par cinq cours d'eau :
- le canal d'Aire à la Bassée, canal navigable de 39 km, qui prend sa source dans la commune de Bauvin et se jette dans La Lys au niveau de la commune d'Aire-sur-la-Lys[4] ;
- le flot de Wingles amont, un cours d'eau naturel non navigable de 6,75 km, qui prend sa source dans la commune de Hulluch et se jette dans le canal de la Deûle au niveau de la commune de Meurchin[5] ;
- l'ancien Canal d'Aire à la Bassée, canal, chenal navigable de 2,69 km, qui prend sa source dans la commune et se jette dans Le canal d'Aire à la Bassée au niveau de la commune de Violaines[6] ;

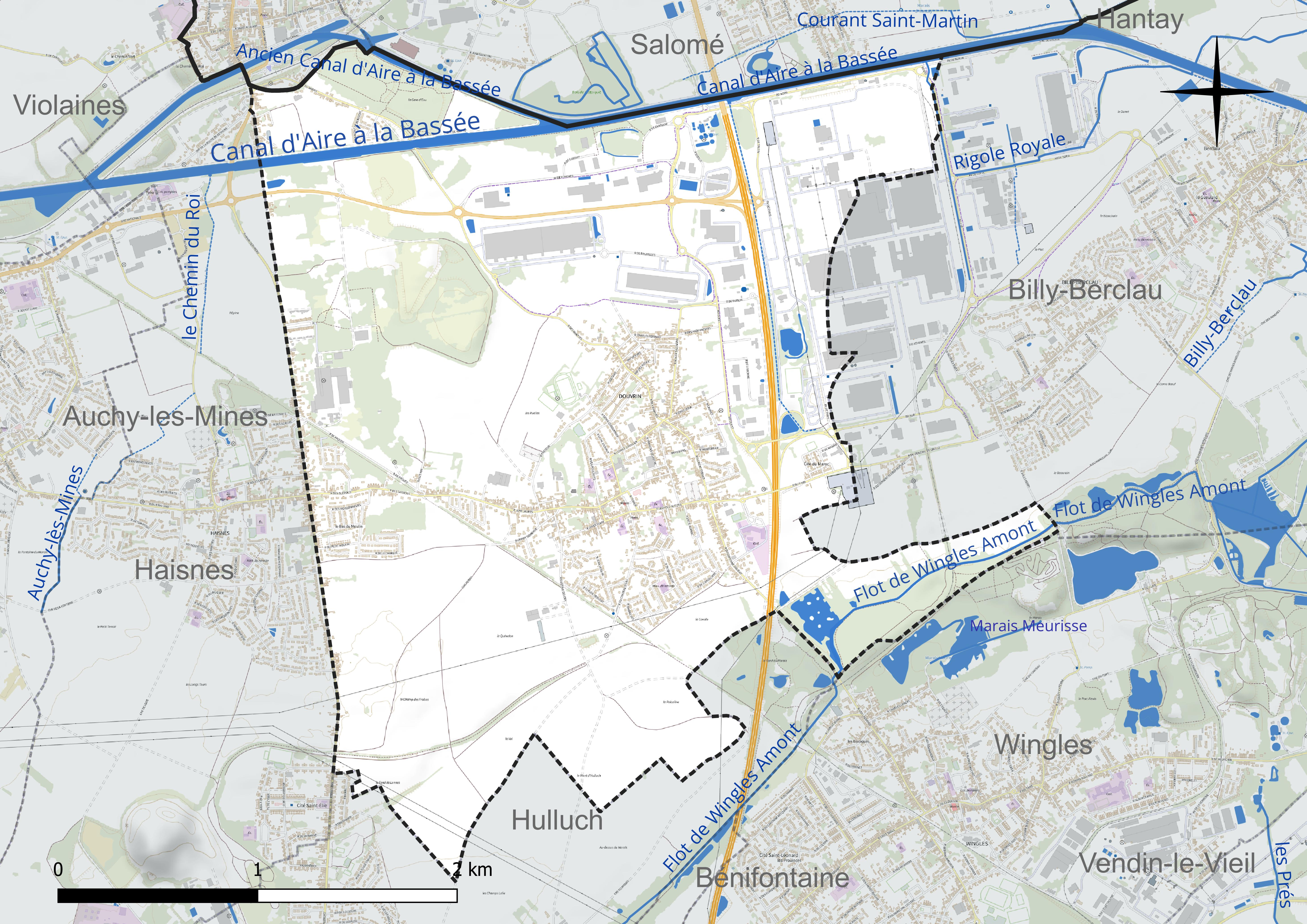
Réseau hydrographique de Douvrin.

- le Fossé Ouest Zone Industrielle de Douvrin, d'une longueur de 1,48 km, qui prend sa source dans la commune et se jette dans Le canal d'Aire à la Bassée au niveau de la commune[7] ;
- le Fossé Est Zone Industrielle de Douvrin, d'une longueur de 1,37 km, qui prend sa source dans la commune de Billy-Berclau et se jette dans Le canal d'Aire à la Bassée au niveau de la commune[8].

### Climat
Pour des articles plus généraux, voir Climat des Hauts-de-France et Climat du Nord-Pas-de-Calais.
En 2010, le climat de la commune est de type climat océanique dégradé des plaines du Centre et du Nord, selon une étude du CNRS s'appuyant sur une série de données couvrant la période 1971-2000. En 2020, Météo-France publie une typologie des climats de la France métropolitaine dans laquelle la commune est exposée à un climat océanique et est dans la région climatique Nord-est du bassin Parisien, caractérisée par un ensoleillement médiocre, une pluviométrie moyenne régulièrement répartie au cours de l’année et un hiver froid (3 °C).
Pour la période 1971-2000, la température annuelle moyenne est de 10,5 °C, avec une amplitude thermique annuelle de 14,1 °C. Le cumul annuel moyen de précipitations est de 709 mm, avec 11,9 jours de précipitations en janvier et 9,1 jours en juillet. Pour la période 1991-2020, la température moyenne annuelle observée sur la station météorologique la plus proche, située sur la commune de Lesquin à 22 km à vol d'oiseau, est de 11,3 °C et le cumul annuel moyen de précipitations est de 740,0 mm,. Pour l'avenir, les paramètres climatiques de la commune estimés pour 2050 selon différents scénarios d'émission de gaz à effet de serre sont consultables sur un site dédié publié par Météo-France en novembre 2022.

### Milieux naturels et biodiversité

#### Zones naturelles d'intérêt écologique, faunistique et floristique
L’inventaire des zones naturelles d'intérêt écologique, faunistique et floristique (ZNIEFF) a pour objectif de réaliser une couverture des zones les plus intéressantes sur le plan écologique, essentiellement dans la perspective d’améliorer la connaissance du patrimoine naturel national et de fournir aux différents décideurs un outil d’aide à la prise en compte de l’environnement dans l’aménagement du territoire.
Le territoire communal comprend une ZNIEFF de type 1 : le terril et le marais de Wingles. Ce site se localise dans la dépression alluviale du Flot de Wingles, au nord de la ville de Lens, ancienne friche industrielle réaménagée en espace de loisirs, celui-ci est traversé par la RD 165 E et une voie ferrée.
et une ZNIEFF de type 2 : la basse vallée de la Deûle entre Wingles et Emmerin. La basse vallée est très morcelée et présentes des végétations hygrophiles eutrophes mais présentant encore un grand intérêt écologique, notamment avifaunistique en raison du contexte géographique,.

Carte des ZNIEFF de type 1 et 2 sur la commune
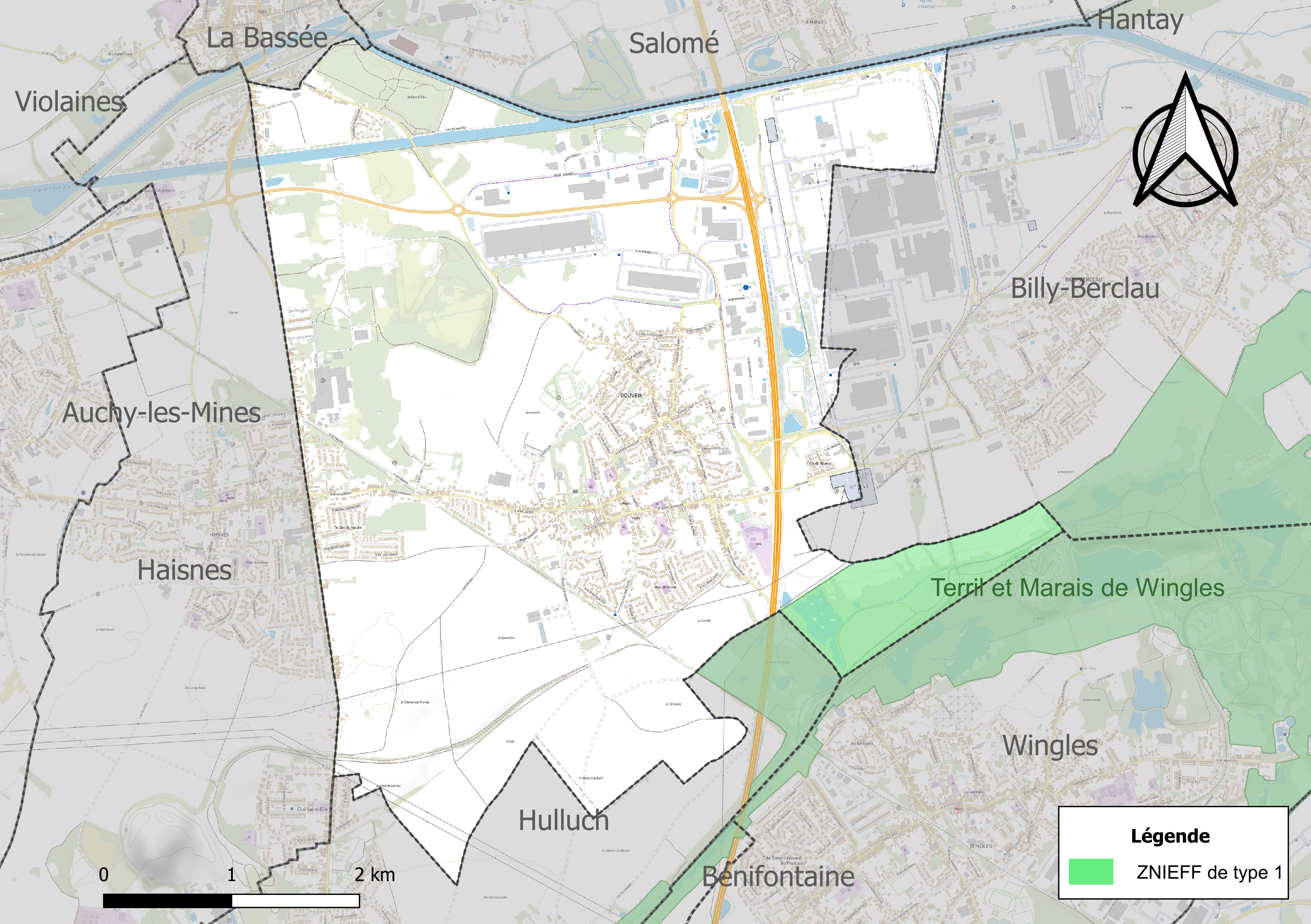
Carte de la ZNIEFF de type 1 sur la commune.
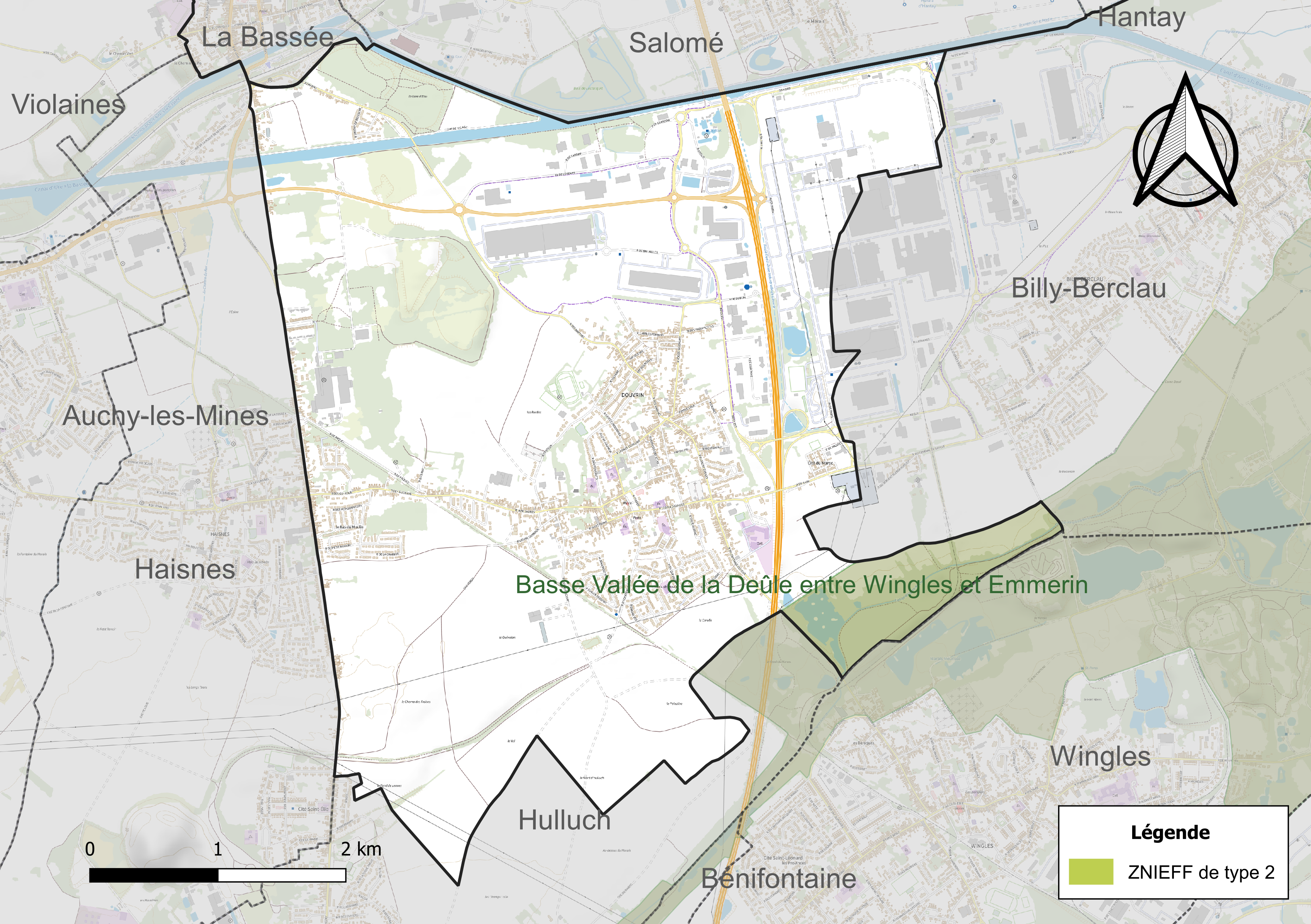
Carte de la ZNIEFF de type 2 sur la commune.

#### Espèces faunistiques et floristiques
L’Inventaire national du patrimoine naturel (INPN) recense plusieurs espèces faunistiques et floristiques sur le territoire de la commune dont certaines sont protégées et d’autres menacées et quasi-menacées.

## Urbanisme

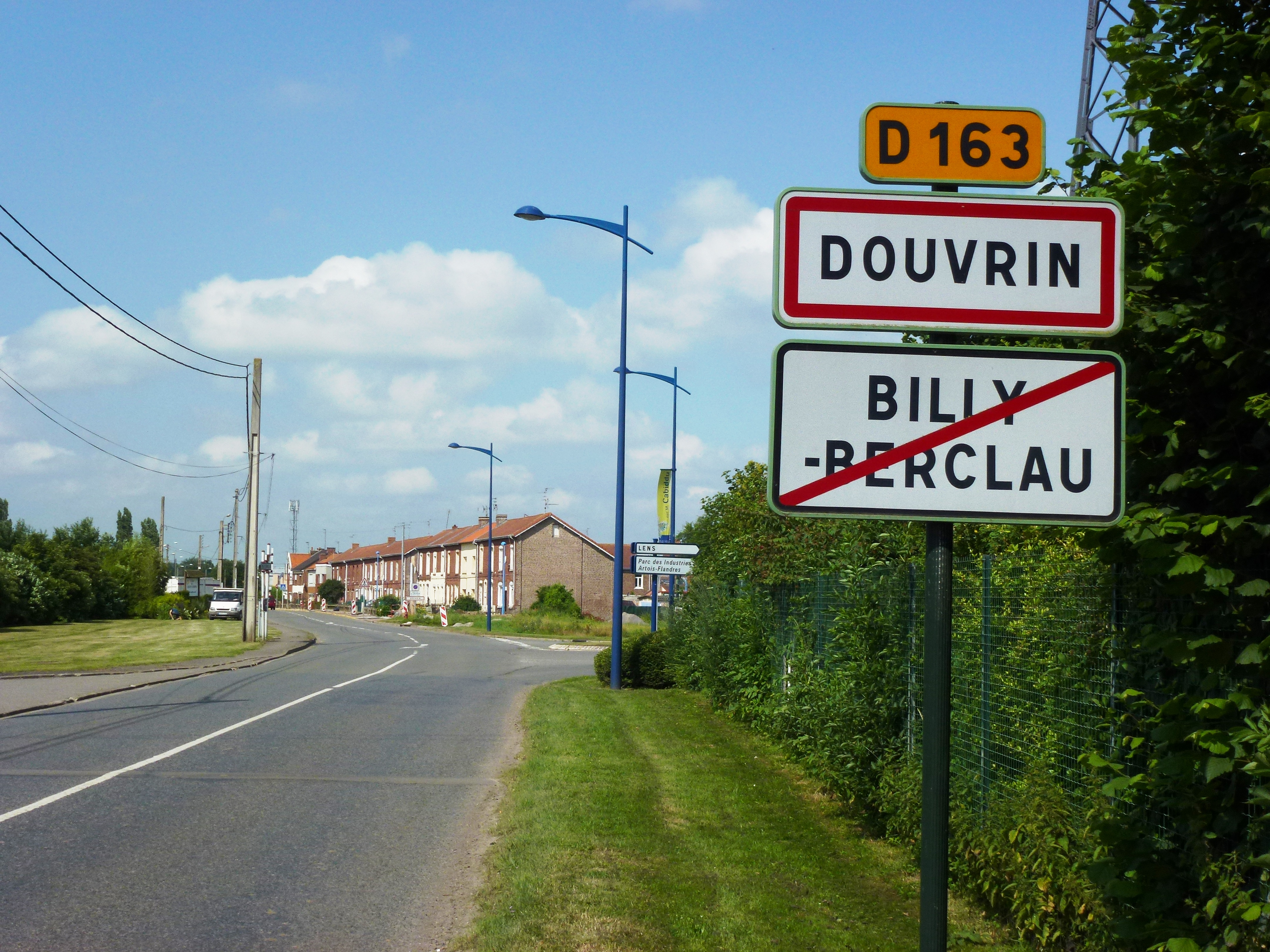
L'entrée de Douvrin en venant de Billy-Berclau.

### Typologie
Au 1er janvier 2024, Douvrin est catégorisée centre urbain intermédiaire, selon la nouvelle grille communale de densité à sept niveaux définie par l'Insee en 2022.
Elle appartient à l'unité urbaine de Béthune, une agglomération inter-départementale regroupant 94  communes, dont elle est une commune de la banlieue,,. Par ailleurs la commune fait partie de l'aire d'attraction de Lille (partie française), dont elle est une commune de la couronne,. Cette aire, qui regroupe 201 communes, est catégorisée dans les aires de 700 000 habitants ou plus (hors Paris),.

### Occupation des sols
L'occupation des sols de la commune, telle qu'elle ressort de la base de données européenne d’occupation biophysique des sols Corine Land Cover (CLC), est marquée par l'importance des territoires agricoles (45,9 % en 2018), en diminution par rapport à 1990 (55,9 %). La répartition détaillée en 2018 est la suivante : 
terres arables (45,9 %), zones industrielles ou commerciales et réseaux de communication (21,4 %), zones urbanisées (20,2 %), milieux à végétation arbustive et/ou herbacée (9,4 %), forêts (3 %), espaces verts artificialisés, non agricoles (0,1 %). L'évolution de l’occupation des sols de la commune et de ses infrastructures peut être observée sur les différentes représentations cartographiques du territoire : la carte de Cassini (XVIIIe siècle), la carte d'état-major (1820-1866) et les cartes ou photos aériennes de l'IGN pour la période actuelle (1950 à aujourd'hui).

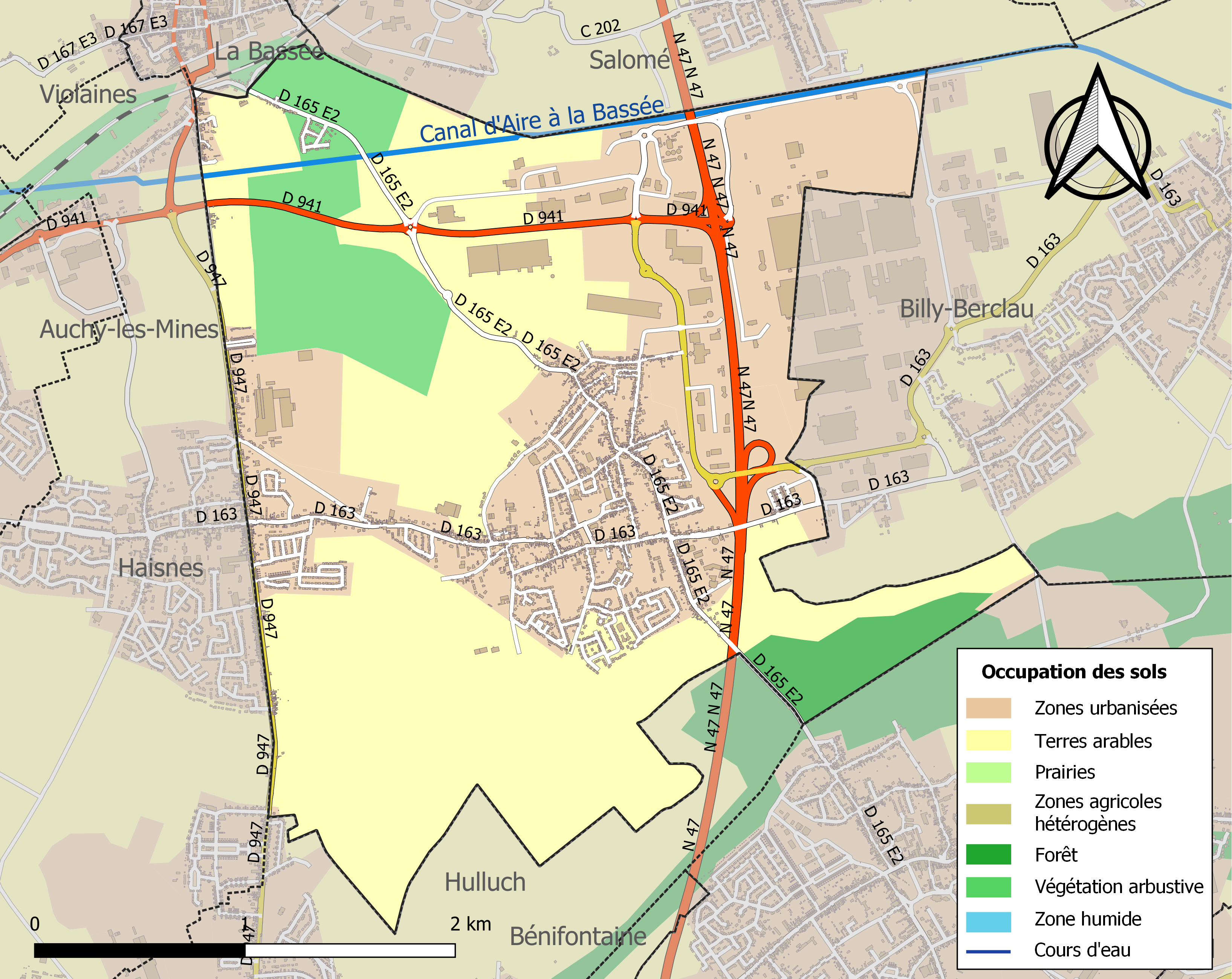
Carte des infrastructures et de l'occupation des sols de la commune en 2018 (CLC).

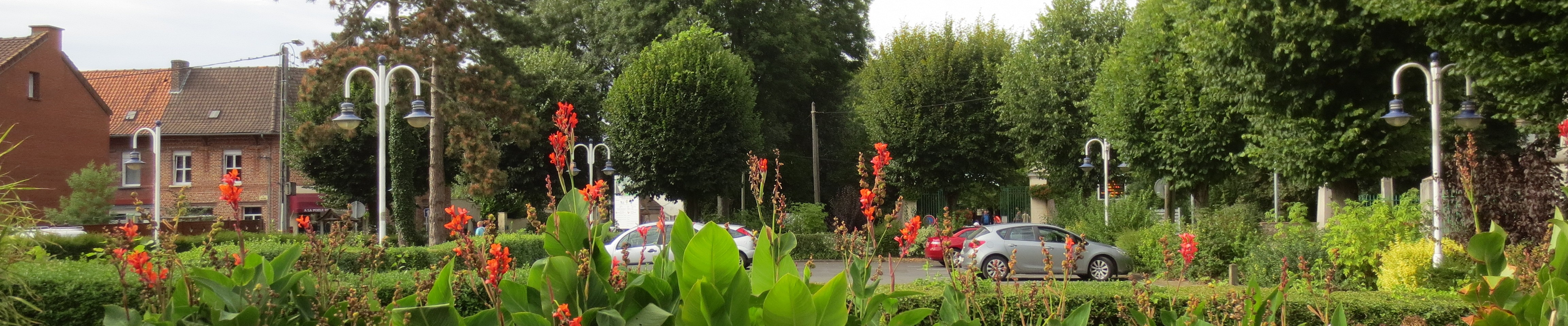
vue panoramique d'un quartier de Douvrin

### Lieux-dits, hameaux et écarts
Le territoire est divisé en 4 parties :
- Le Marais où se trouvaient les blanchisseries. C’est la partie la plus récente de la ville, la première maison date de 1761 ;
- Le village ;
- Le Quévalon où était construite la maladrerie (la maison des lépreux) ;
- Mongobert se situe dans la partie occidentale de Douvrin, appartenant au comte de Carency en 1741.

Le territoire de Douvrin a peu évolué depuis 1708. Il s’est agrandi avec la construction de nouvelles cités. La Française de Mécanique et la zone industrielle Artois Flandres occupent des terres autrefois agricoles.

### Logement
En 2021, le nombre total de logements dans la commune était de 2 511, alors qu'il était de 2 167 en 2015 et de 2 007 en 2010
, soit une progression du nombre total de logements de 25,1 % depuis 2010.
Parmi ces 2 511 logements, 94,7 % étaient des résidences principales, (soit 2 377 logements), 0,2 % des résidences secondaires et 5,1 % des logements vacants. Ces logements étaient pour 90,0 % d'entre eux des maisons individuelles et pour 9,7 % des appartements.
Sur les 2 377 résidences principales, 70,6 % sont occupées par des propriétaires, 28,2 % par des locataires et 1,3 % par des personnes logées gratuitement.
Le tableau ci-dessous présente la typologie des logements à Douvrin en 2021 en comparaison avec celle du Pas-de-Calais et de la France entière. Une caractéristique marquante du parc de logements est ainsi la faible proportion des résidences secondaires et logements occasionnels (0,2 %) par rapport au département (6,5 %) et à la France entière (9,7 %) ainsi que d'une proportion de logements vacants (5,1 %) inférieure à celle du département (7,3 %) et de la France entière (8,1 %).
| Typologie                                               | Douvrin | Pas-de-Calais | France entière |
| ------------------------------------------------------- | ------- | ------------- | -------------- |
| Résidences principales (en %)                           | 94,7    | 86,1          | 82,2           |
| Résidences secondaires et logements occasionnels (en %) | 0,2     | 6,5           | 9,7            |
| Logements vacants (en %)                                | 5,1     | 7,3           | 8,1            |

### Voies de communication et transports

#### Voies de communication
La commune est desservie par les routes départementales D 163, D 163 E5 et D 941 et la route nationale 47 reliant Lens à Illies.

#### Transport ferroviaire
La commune est limitrophe, au nord, de la gare de La Bassée - Violaines, située sur la ligne de Fives à Abbeville, desservie par des trains régionaux du réseau TER Hauts-de-France.

## Toponymie
Le nom de la localité est attesté sous les formes Doverin en 1094 ; Dovrinium en 1096 ; Dovering en 1129 ; Dovrin en 1154 ; Drovin en 1165 ; Duvrinium en 1168 ; Dovrign en 1218 ; Douvring en 1275 ; Douverin en 1281 ; Douvrin en 1462 ; Douvrin-emprès-la-Bassée en 1463 ; Ouvrin en 1567 ; Douvrain-lès-la-Bassée au XVIIIe siècle, Douvrin en 1793 ; Douvrainet Douvrin depuis 1801.
Le lieu est également mentionné sous diverses formes dans la documentation ancienne : 
Dovrin en 1149, Dourim vers 1150, Duurim 1164, Dourin 1178. La graphie avec uu représente vraisemblablement un w. Les formes transitoires en -ing sont liées à l'influence de ce suffixe germanique, tout comme dans Douvrend (Seine-Maritime, Dowrenc 1034, Douvrenc vers 1060) qui est peut-être le même mot. La graphie Douvrin semble se stabiliser à partir du XVe siècle, un document de 1652 notant néanmoins Douvrain.
Doverin en flamand.
L’étymologie de Douvrin se rattacherait au gaulois dubro qui signifie « eau »,,. Xavier Delamarre considère que les formes exactes sont *dubron « eau », pluriel dubra « eaux », sans pourtant mentionner le toponyme Douvrin. L'identification du suffixe -in / -im fait difficulté.
Ernest Nègre pense qu'il s'agit d'un nom de personne germanique pris absolument : Theogrimus, en supposant que le groupe consonantique /gr/ ait pu donner /ir/ et l'initiale /t/ > /d/.

## Histoire
Le lieu est habité depuis le XIe siècle. Les premiers documents en faisant mention datent de 1098. Les chemins menant à la ville sont anciens, celui entre Douvrin et Haisnes remonte à l’Empire romain (Agrippa, gendre d’Auguste).
L’existence de la mairie de Douvrin remonte à 1229. Il s’agissait d’une juridiction seigneuriale.
En 1687, Philippe-François de Gherbode, écuyer, est seigneur de Douvrin. Fils de Pierre-Horace, écuyer, seigneur de la Hoie et de Marguerite de Douai, il bénéficie d'une sentence de noblesse rendue le 27 octobre 1687.
Vers 1750, Louis Renard, écuyer, est seigneur de Douvrin. Fils de Louis-Joseph Renard, seigneur d'Hamel, bourgeois de Lille, trésorier de France  au bureau des finances de la généralité de Lille, conseiller secrétaire du roi et de Marie-Agnès Boivin d'Hardancourt, fille du gouverneur de Pondichéry, il est baptisé à Lille le 8 novembre 1736. Il devient bourgeois de Lille le 4 mars 1777, capitaine au régiment de Guyenne infanterie, convoqué aux assemblées des nobles de Flandre après sa requête du 24 juillet 1778. il prend pour femme à Lille le 17 mars 1776 Albertine-Pélagie-Romaine Ringuier, baptisée à Lille le 16 février 1737, fille de Pierre-Ignace, conseiller pensionnaire (conseiller juridique) de Lille, et de Marie-Anne-Monique Dumont. Le couple n'a pas d'enfants.
Au XVIIIe siècle, Douvrin est une partie de terroir imprégnée ou couverte d’eau parce qu’elle n’avait pas d’écoulement. La population — essentiellement agricole — s’élève à 12 ménages. Le premier maire est Joseph Lirdeman, dont le nom est porté par la salle des fêtes de la ville. Les contours de certains bâtiments de cette période peuvent être retrouvés : le manoir seigneurial (le siège du fief seigneurial) et la première église.
Théâtre d'affrontements entre Français et Espagnols, Douvrin rejoint définitivement le royaume de France en 1689, par le traité des Pyrénées, qui rattache l'ensemble de l'Artois à la France.
Durant la Révolution française, Joseph Lirdeman devient le premier maire. Cultivateur de 70 ans, il est élu maire le 5 février 1790, par une assemblée qu'il préside, réunie dans l'église. La commune ne comptait alors que 779 habitants. Une salle des fêtes, construite en 1990, porte aujourd'hui son nom.

### Première Guerre mondiale
Douvrin a beaucoup souffert de la Première Guerre mondiale, et la ville, décorée de la croix de guerre 1914-1918 par décret du 25 septembre 1920, est reconstruite presque en totalité.

### Seconde Guerre mondiale
C'est dans la commune proche de Montigny-en-Gohelle, dans le Pas-de-Calais, à la fosse 7 de la Compagnie des mines de Dourges, que la grève patriotique des cent mille mineurs du Nord-Pas-de-Calais en mai-juin 1941 a démarré, avec Émilienne Mopty et Michel Brulé (1912-1942), privant les Allemands de 93 000 tonnes de charbon pendant près de deux semaines. C'est l'un des premiers actes de résistance collective à l'occupation nazie en France et le plus important en nombre, qui se solda par 414 arrestations en trois vagues, la déportation de 270 personnes, 130 mineurs étant par ailleurs fusillés à la citadelle d'Arras. Après-guerre, la commune est aussi au cœur de trois grands événements nationaux, la bataille du charbon (1945-1947), suivie des grève des mineurs de 1947 et de celles de 1948.

### Industrie
La commune est traversée par le canal d'Aire qui fut un axe important du développement industriel régional.
Elle a abrité une activité de production d'engrais ammoniaqués (1930-1969 produit par l'entreprise Finalens, la Société Industrielle et Financière de Lens), suivie en 1970 d'une production d'acide phosphorique. Ces deux activités ont laissé d'importantes séquelles industrielles environnementales, avec l'un des deux plus importants crassiers de phosphogypse radioactif de l'ancienne région Nord-Pas-de-Calais (l'autre étant celui de Wattrelos, près de la frontière belge). La friche industrielle polluée de Douvrin s'étend sur 80 ha au Nord-Ouest de la commune. L'entreprise a utilisé un terrain adjacent de 20 ha pour y épandre son déchet industriel (le phosphogypse ; on parlait à l'époque de « champ de gypse ») et ses résidus d'acide sulfurique et de boues de fluorure de calcium. En 1976, un procédé de transformation des phosphogypses en plâtre a été mis en place, jusqu'à la fermeture de l'usine en 1983. Environ deux millions de tonnes de phosphogypse ont été stockés là, sans étanchéification préalable. Un lapin capturé sur ce site (alors chassé et agrainé) présentait un taux de radium 226 se traduisant par une radioactivité de 0,5 Bq/kg.

## Politique et administration

### Découpage territorial
La commune se trouve dans l'arrondissement de Béthune du département du Pas-de-Calais, depuis 1801,.

#### Commune et intercommunalités
La commune est membre de la communauté d'agglomération de Béthune-Bruay, Artois-Lys Romane qui regroupe 100 communes et totalise 275 327 habitants en 2021.

#### Circonscriptions administratives
La commune est rattachée au canton de Douvrin depuis 1991. auparavant, elle était, depuis 1801, rattachée au canton de Cambrin,.

#### Circonscriptions électorales
Pour l'élection des députés, la commune fait partie de la douzième circonscription du Pas-de-Calais.

### Élections municipales et communautaires

#### Élections municipales 2020
- Maire sortant : Jean-Michel Dupont (LDIV)
- 29 sièges à pourvoir au conseil municipal (population légale 2017 : 5 407 habitants)
- 2 sièges à pourvoir au conseil communautaire (CA de Béthune-Bruay, Artois-Lys Romane)

|                          |                          |                          |              |              |             |             |        |        |  |
| Tête de liste            | Tête de liste            | Liste                    | Premier tour | Premier tour | Second tour | Second tour | Sièges | Sièges |  |
| Tête de liste            | Tête de liste            | Liste                    | Voix         | %            | Voix        | %           | CM     | CC     |  |
|                          | Jean-Michel Dupont,      | LDIV                     | 904          | 49,92        | 1 057       | 59,72       | 23     | 2      |  |
|                          | Corinne Harel            | SE                       | 594          | 32,80        | 713         | 40,28       | 6      | 0      |  |
|                          | Alain Blondiau           | ECO                      | 313          | 17,28        | Retrait     | Retrait     | 0      | 0      |  |
|                          |                          |                          |              |              |             |             |        |        |  |
| Votes valides            | Votes valides            | Votes valides            | 1 811        | 96,33        | 1 770       | 95,36       |        |        |  |
| Votes blancs             | Votes blancs             | Votes blancs             | 31           | 1,65         | 51          | 2,75        |        |        |  |
| Votes nuls               | Votes nuls               | Votes nuls               | 38           | 2,02         | 35          | 1,89        |        |        |  |
| Total                    | Total                    | Total                    | 1 880        | 100          | 1 856       | 100         | 29     | 2      |  |
| Abstention               | Abstention               | Abstention               | 2 360        | 55,66        | 2 385       | 56,24       |        |        |  |
| Inscrits / participation | Inscrits / participation | Inscrits / participation | 4 240        | 44,34        | 4 241       | 43,76       |        |        |  |

#### Liste des maires
| Période        | Période                     | Identité                           | Étiquette    | Qualité                                                                  |
| -------------- | --------------------------- | ---------------------------------- | ------------ | ------------------------------------------------------------------------ |
| mai 1931       | mai 1935                    | Julien Courcel                     | SFIO         | Délégué mineur                                                           |
| mai 1935       | 1939                        | Charles Briquet                    |              |                                                                          |
| 1939           | 1945                        | Henri Thobois                      |              |                                                                          |
| 1945           | 1947                        | François Lelong                    | SFIO         |                                                                          |
| 1947           | 1958                        | Léopold Gleizes                    | SFIO         | Agent des contributions indirectes                                       |
| 1958           | 1981                        | Georges Gleizes Fils du précédent  | SFIO puis PS | Agent technique aux HBNPC                                                |
| 1981           | août 1982                   | Joseph Jacques                     | PS           | Décédé en fonction                                                       |
| septembre 1982 | mars 1983                   | Jean-Mary Valambois                | PS           | Délégué départemental de l'Éducation nationale                           |
| mars 1983      | mars 1989                   | Abel Brulé                         | DVG          |                                                                          |
| mars 1989      | juin 1995                   | Jean-Mary Valambois                | PS           | Délégué départemental de l'Éducation nationale                           |
| juin 1995      | mars 2001                   | Joseph Pasquier                    | DVG          | Directeur d'école retraité                                               |
| mars 2001      | mars 2008                   | Vincent Pasquier Fils du précédent | MRC          | Responsable d'établissement Vice-président d'Artois Comm. Béthune-Bruay  |
| mars 2008      | 24 mars 2009                | Serge Gorillot (1946-2009)         | SE           | Retraité des mines Décédé en fonction                                    |
| 3 avril 2009   | 10 mai 2010                 | Claudia Guilbert                   | SE           | Ancienne première adjointe Démissionnaire                                |
| mai 2010       | En cours (au 17 avril 2024) | Jean-Michel Dupont                 | SE-DVG       | Comptable Réélu pour le mandat 2014-2020, Réélu pour le mandat 2020-2026 |

### Instances de démocratie participative
La commune est dotée d'un conseil municipal des jeunes depuis 2005.

### Jumelages
Depuis le 3 août 2016, la commune de Douvrin et celle de Gombe, en république démocratique du Congo, sont réunies au sein d'une association de coopération. 
| Ville | Ville | Pays | Pays                             |
| ----- | ----- | ---- | -------------------------------- |
|       | Gombe |      | République démocratique du Congo |

## Équipements et services publics

### Enseignement
La commune est située dans l'académie de Lille et dépend, pour les vacances scolaires, de la zone B. Sur le territoire de la commune se trouve six établissements.
La commune administre deux écoles maternelles : les Capucines et les Glycines, et deux écoles élémentaires : Marie Curie et François Villon et le département gère le collège Antoine de Saint-Exupéry.
L'organisme de gestion de l'enseignement catholique (OGEC) gère l'école privé Sainte Florine pour les sections maternelles et élémentaires.

### Justice, sécurité, secours et défense
La commune dépend du tribunal judiciaire de Béthune, du conseil de prud'hommes de Béthune, de la cour d'appel de Douai, du tribunal de commerce d'Arras, du tribunal administratif de Lille, de la cour administrative d'appel de Douai, du pôle nationalité du tribunal judiciaire de Béthune et du tribunal pour enfants de Béthune.

## Population et société

### Démographie
Les habitants sont appelés les Douvrinois.

#### Évolution démographique
L'évolution du nombre d'habitants est connue à travers les recensements de la population effectués dans la commune depuis 1793. Pour les communes de moins de 10 000 habitants, une enquête de recensement portant sur toute la population est réalisée tous les cinq ans, les populations de référence des années intermédiaires étant quant à elles estimées par interpolation ou extrapolation. Pour la commune, le premier recensement exhaustif entrant dans le cadre du nouveau dispositif a été réalisé en 2004.

En 2022, la commune comptait 5 799 habitants, en évolution de +9,7 % par rapport à 2016 (Pas-de-Calais : −0,72 %, France hors Mayotte : +2,11 %).
| 1793 | 1800 | 1806  | 1821  | 1831  | 1836  | 1841  | 1846  | 1851  |
| ---- | ---- | ----- | ----- | ----- | ----- | ----- | ----- | ----- |
| 779  | 909  | 1 106 | 1 066 | 1 176 | 1 238 | 1 255 | 1 282 | 1 217 |

| 1856  | 1861  | 1866  | 1872  | 1876  | 1881  | 1886  | 1891  | 1896  |
| ----- | ----- | ----- | ----- | ----- | ----- | ----- | ----- | ----- |
| 1 296 | 1 464 | 1 451 | 1 437 | 1 661 | 2 082 | 2 204 | 2 401 | 2 730 |

| 1901  | 1906  | 1911  | 1921  | 1926  | 1931  | 1936  | 1946  | 1954  |
| ----- | ----- | ----- | ----- | ----- | ----- | ----- | ----- | ----- |
| 2 801 | 3 098 | 3 110 | 1 875 | 3 055 | 3 231 | 3 376 | 3 707 | 4 061 |

| 1962  | 1968  | 1975  | 1982  | 1990  | 1999  | 2004  | 2006  | 2009  |
| ----- | ----- | ----- | ----- | ----- | ----- | ----- | ----- | ----- |
| 4 350 | 4 659 | 4 736 | 4 415 | 5 442 | 5 431 | 5 229 | 5 160 | 5 013 |

| 2014  | 2019  | 2022  | - | - | - | - | - | - |
| ----- | ----- | ----- | - | - | - | - | - | - |
| 5 038 | 5 680 | 5 799 | - | - | - | - | - | - |

#### Pyramide des âges
En 2018, le taux de personnes d'un âge inférieur à 30 ans s'élève à 38,6 %, soit au-dessus de la moyenne départementale (36,7 %). À l'inverse, le taux de personnes d'âge supérieur à 60 ans est de 21,1 % la même année, alors qu'il est de 24,9 % au niveau départemental.
En 2018, la commune comptait 2 752 hommes pour 2 792 femmes, soit un taux de 50,36 % de femmes, légèrement inférieur au taux départemental (51,5 %).
Les pyramides des âges de la commune et du département s'établissent comme suit.
| Hommes | Classe d’âge | Femmes |
| ------ | ------------ | ------ |
| 0,2    | 90 ou +      | 1,1    |
| 4,0    | 75-89 ans    | 6,7    |
| 14,5   | 60-74 ans    | 15,7   |
| 18,2   | 45-59 ans    | 18,0   |
| 22,9   | 30-44 ans    | 21,6   |
| 16,9   | 15-29 ans    | 16,0   |
| 23,4   | 0-14 ans     | 20,9   |

| Hommes | Classe d’âge | Femmes |
| ------ | ------------ | ------ |
| 0,5    | 90 ou +      | 1,6    |
| 5,6    | 75-89 ans    | 8,9    |
| 16,7   | 60-74 ans    | 18,1   |
| 20,2   | 45-59 ans    | 19,2   |
| 18,9   | 30-44 ans    | 18,1   |
| 18,2   | 15-29 ans    | 16,2   |
| 19,9   | 0-14 ans     | 17,9   |

### Médias
La ville est couverte par les programmes de France 3 Nord-Pas-de-Calais et les chaînes nationales de la télévision numérique terrestre française (TNT). Elle reçoit également la chaîne régionale Wéo Nord-Pas-de-Calais.
Depuis le 12 septembre 1996, la radio associative du bassin minier et de l'Artois Radio Plus émet depuis son site qui se trouve à Douvrin sur la fréquence 104,3 FM Radio Plus (Pas-de-Calais) et également en dab+ (Radio numérique terrestre) depuis septembre 2018.

## Économie

### Revenus de la population et fiscalité
En 2021, la commune compte 2 412 ménages fiscaux, regroupant 5 904 personnes.
Le revenu fiscal médian par ménage, le taux de pauvreté des ménages et la part des ménages fiscaux imposés de la commune, du département du Pas-de-Calais et de la métropole sont les suivants :
- le revenu fiscal médian par ménage de la commune est de 21 320 €, supérieur à celui du département du Pas-de-Calais (20 720 €) et inférieur à celui de la France métropolitaine (23 080 €)[Insee 13],[Insee 14],[Insee 15] ;
- le taux de pauvreté des ménages de la commune est de 14 %, de 18,4 % au niveau du département et de 14,9 % au niveau de la métropole[Insee 16],[Insee 17],[Insee 18] ;
- la part des ménages fiscaux imposés dans la commune est de 46 %, de 44,1 % au niveau du département et de 53,4 % au niveau de la métropole[Insee 13],[Insee 14],[Insee 15].

### Entreprises et commerces
La ville abrite l'usine de fabrication de moteurs automobiles de la société Française de mécanique (filiale de Stellantis), et le parc des industries Artois-Flandres. Le site de Douvrin accueille une nouvelle usine de production de batteries de voitures électriques qui est inaugurée le 30 mai 2023

## Culture locale et patrimoine

### Lieux et monuments
- L’église du Sacré-Cœur ou Saint-Denis date du XVe siècle. Elle est détruite à deux reprises, en 1878 et durant la Première Guerre mondiale et reconstruite en 1920.

Certains éléments patrimoniaux de l'église sont classés ou inscrits au titre d'objet aux monuments historiques :
- - le tableau (triptyque) classé depuis le 30 mars 1887[61] ;
  - les verrières du mur sud de la nef inscrites depuis le 21 décembre 1987[62] ;
  - l'ensemble de dix-huit verrières inscrit depuis le 21 décembre 1987[63] ;
  - les verrières de l'avant-chœur inscrites depuis le 21 décembre 1987[64] ;
  - la chaire à prêcher inscrite depuis le 25 novembre 1985[65] ;
  - le calice inscrit depuis le 25 novembre 1985[66] ;
  - les verrières du mur nord de la nef inscrites depuis le 21 décembre 1987[67].

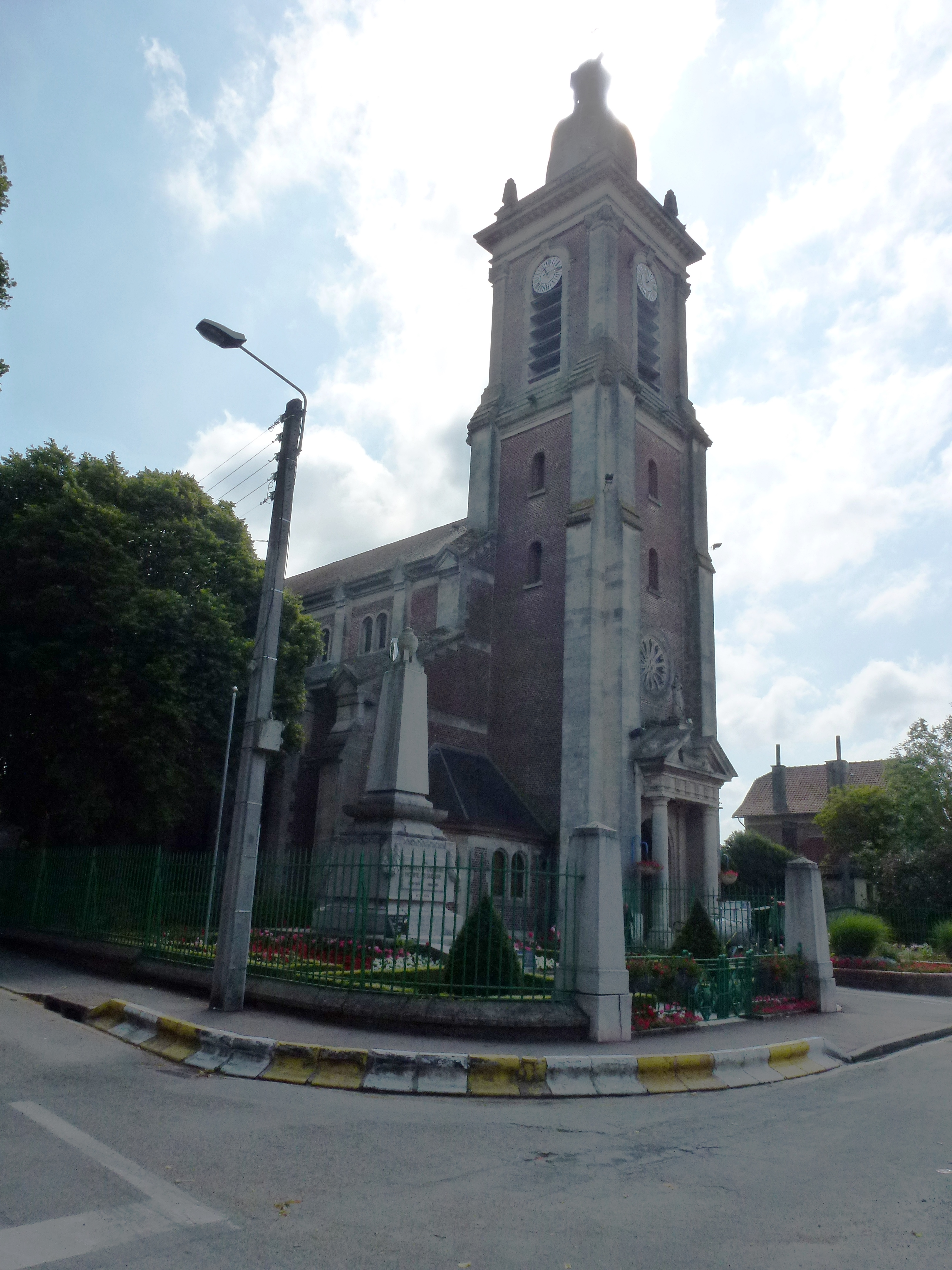
L'église.

- Le monument aux morts, érigé en 1927, commémore les victimes des guerres de 1870-1871, 1914-1918 et 1940-1945. Un premier monument de 1907 est détruit durant la Première Guerre mondiale[68].
- Le jardin de la Paix.
- L'ancienne gare de Douvrin sur la ligne Lens Sainte-Élisabeth - Violaines, desservi jusqu'en 1959 par le petit train Lens - Violaines[69].

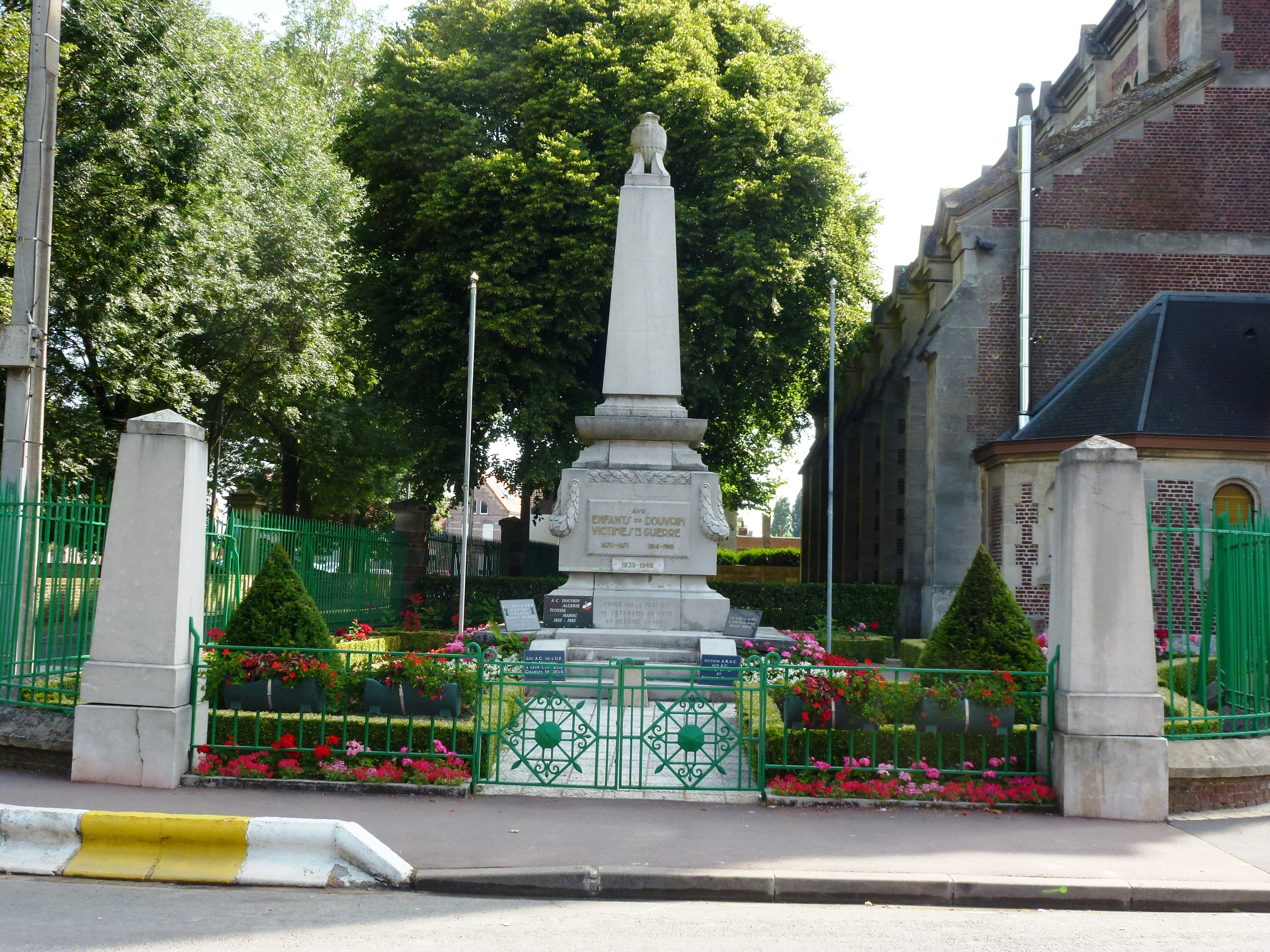
Le monument aux morts.
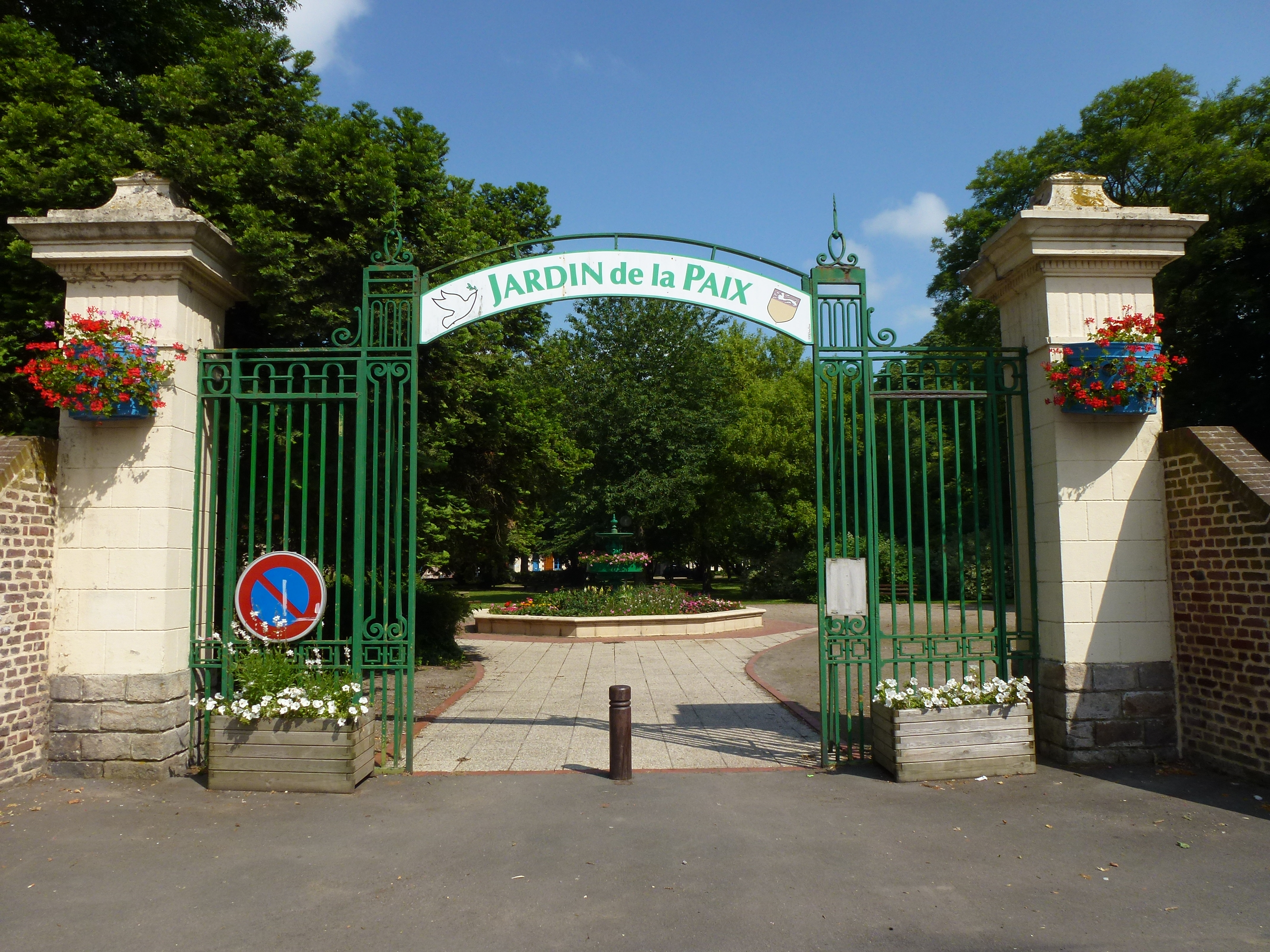
L'entrée du jardin de la Paix.
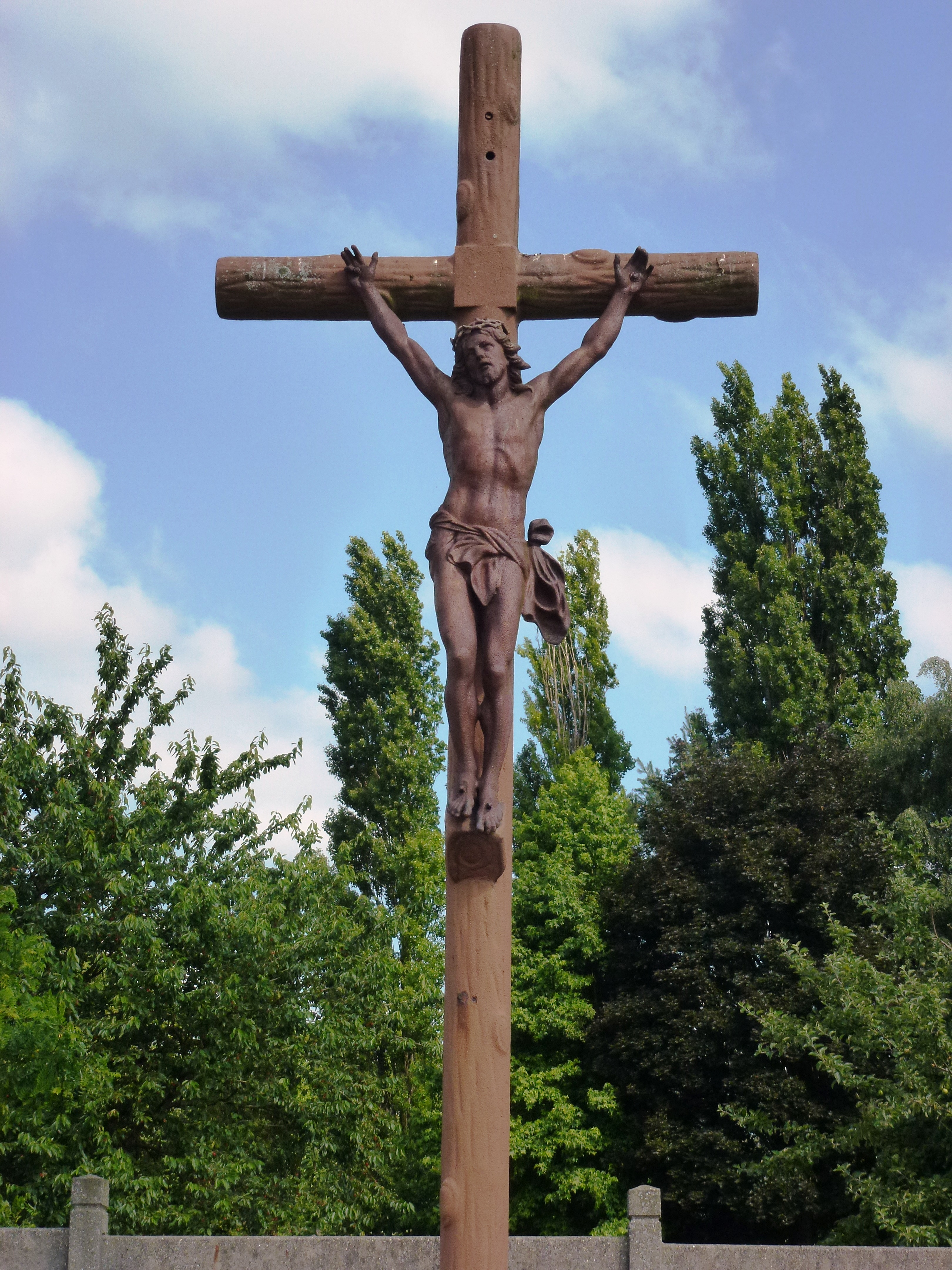
La croix du cimetière Sud.
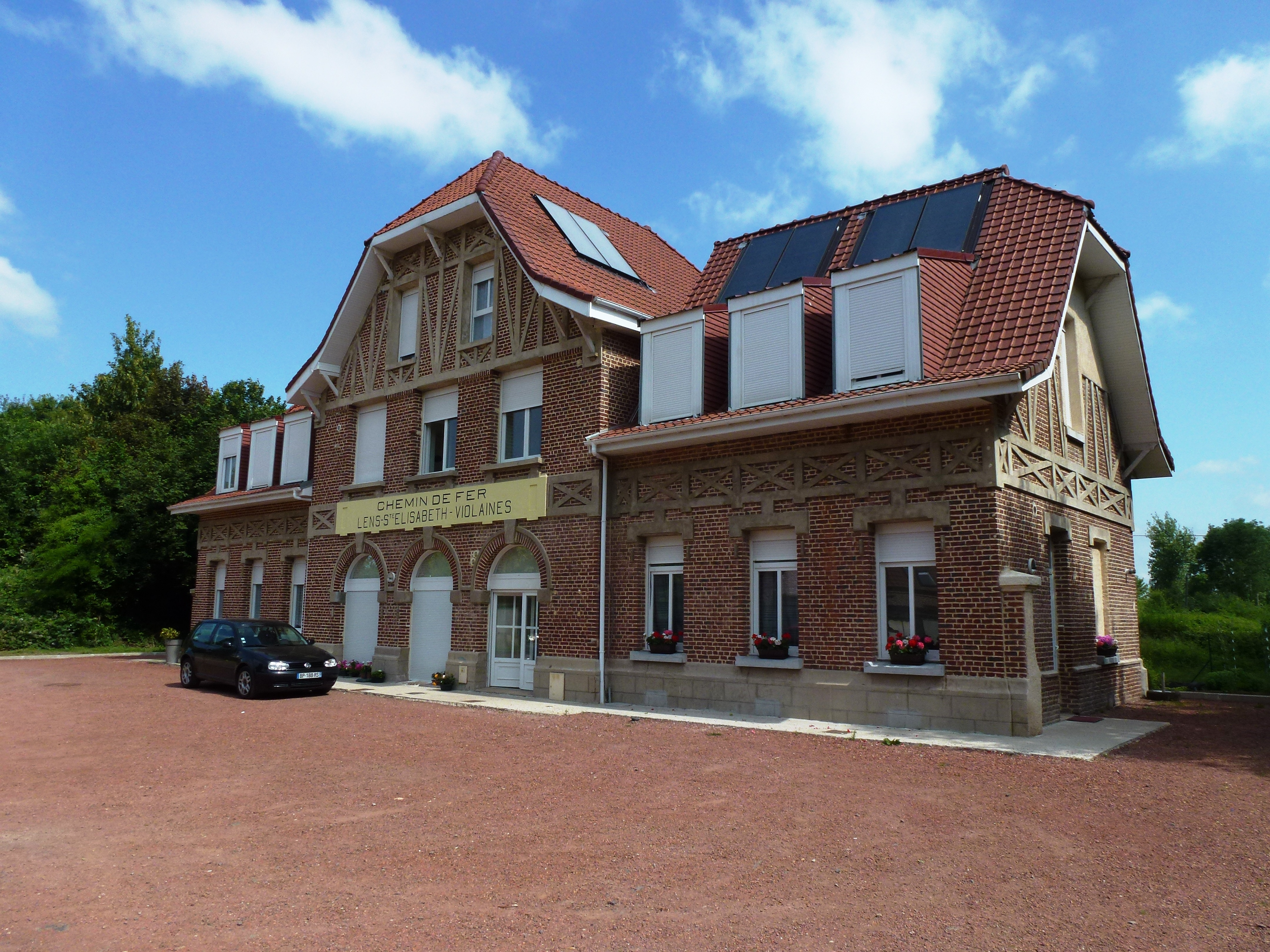
L'ancienne gare.

### Personnalités liées à la commune
- Alexandre de La Fons de Mélicocq (1802-1867), archéologue et naturaliste, y vécut.
- Robert Delebarre (en) (1941-), haltérophile, né à Douvrin.
- Alain Lemieuvre (1945), footballeur, né à Douvrin.

### Héraldique
| Blason de Douvrin | Blason  | D'or au chef de gueules chargé d'un lion léopardé d'argent. Ornements extérieursCroix de guerre 1914-1918 |
| Blason de Douvrin | Détails | Armes de la famille De Douvrin-Canteleu. Adopté par la municipalité en mai 1960.                          |

## Pour approfondir

#### Bases de données, dictionnaires et encyclopédies
- Ressources relatives à la géographie :   - Insee (communes)
  - Ldh/EHESS/Cassini
- Ressource relative à plusieurs domaines :   - Annuaire du service public français
- Ressource relative à la musique :   - MusicBrainz
- Notices d'autorité :   - VIAF
  - BnF (données)
  - GND